# Телеуправление
Телеуправление (ТУ) — управление положением или состоянием дискретных объектов и объектов с непрерывным множеством состояний методами и средствами телемеханики.
Телевизионное управление используется в различных технических устройствах (изделиях). Одним из первых устройств, использующих технологию телеуправления, является телеграф. 
Сейчас самым распространённым средством телеуправления можно считать пульт дистанционного управления. Также телеуправление применяется в таких условиях, когда невозможно взаимодействовать с устройством напрямую. Это бывает, если устройство является опасным (см. манипулятор) или находится вне пределов досягаемости (см. радиоуправление).

## Примеры
Телевизионное управление положением или состоянием использовали (применяли), в различный период времени, для различных изделий: 
- Телетанк;
- Луноход (Луноход-1);
- Телевизионно управляемый летательный аппарат (см. БПЛА, First Person View);
- и т. д.